# Dompierre-sur-Mont

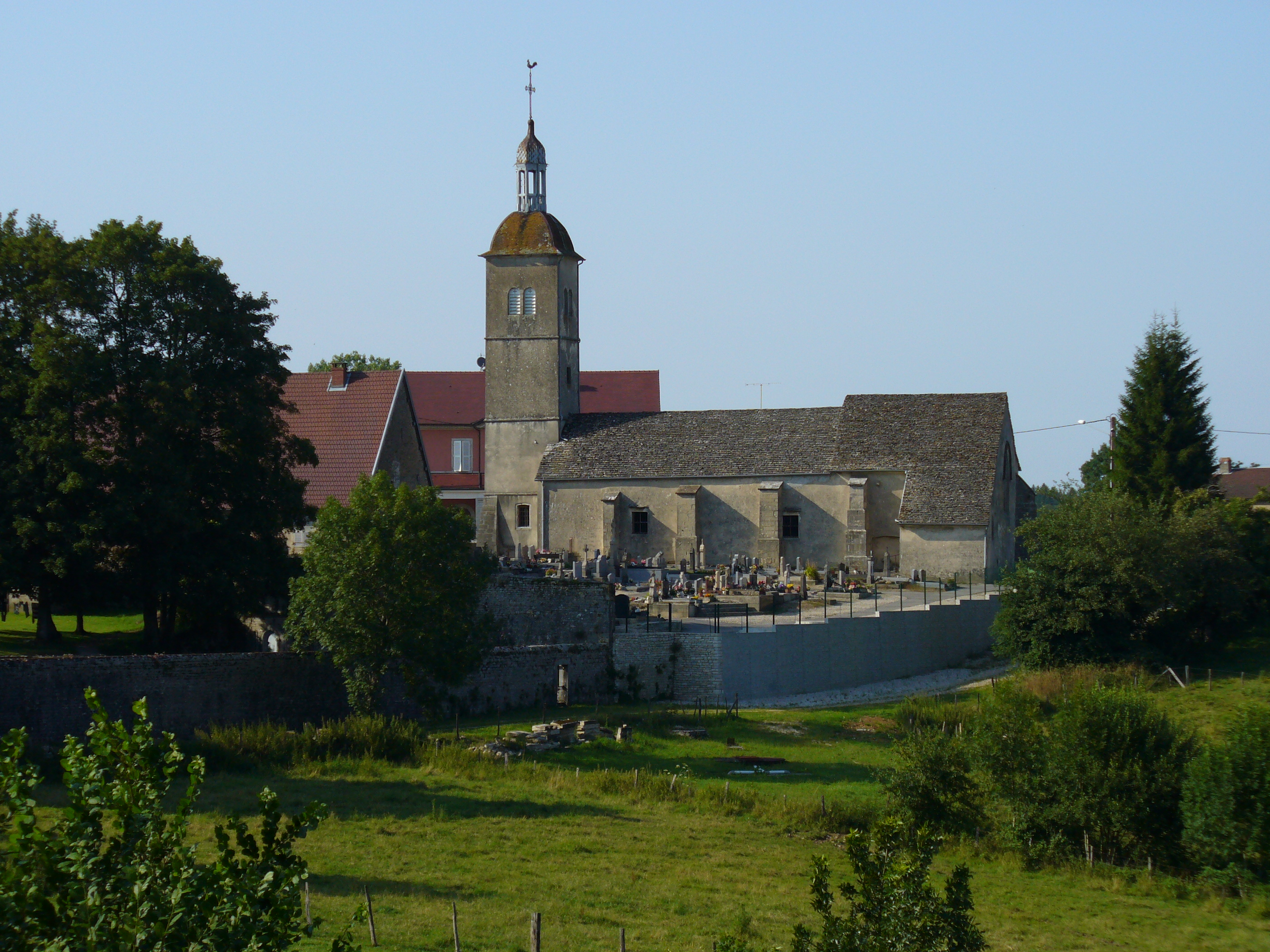
Église de Dompierre-sur-Mont

Dompierre-sur-Mont là một xã trong vùng hành chính Franche-Comté, thuộc tỉnh Jura, quận Lons-le-Saunier, tổng Orgelet. Tọa độ địa lý của xã là 46° 33' vĩ độ bắc, 05° 36' kinh độ đông. Dompierre-sur-Mont nằm trên độ cao trung bình là 515 mét trên mực nước biển, có điểm thấp nhất là 486 mét và điểm cao nhất là 644 mét. Xã có diện tích 7,37 km², dân số vào thời điểm 1999 là 179 người; mật độ dân số là 24 người/km².

## Thông tin nhân khẩu
| 1962 | 1968 | 1975 | 1982 | 1990 | 1999 |
| ---- | ---- | ---- | ---- | ---- | ---- |
| 89   | 116  | 138  | 193  | 171  | 179  |

## Địa điểm tham quan
Nhà thờ của Dompierre-sur-Mont được xây dựng trong thế kỉ thứ 16 và cải tạo trong thế kỉ thứ 18.